# تپه لوسلان
تپه لوسلان مربوط به اواخر است و در استان قزوین، شهرستان قزوین، بخش مرکزی، روستای گرکین واقع شده و این اثر در تاریخ ۲۵ خرداد ۱۳۸۱ با شمارهٔ ثبت ۵۷۲۳ به‌عنوان یکی از آثار ملی ایران به ثبت رسیده است.